# 7321 Minervahoyt
7321 Minervahoyt è un asteroide della fascia principale. Scoperto nel 1979, presenta un'orbita caratterizzata da un semiasse maggiore pari a 2,5344949 au e da un'eccentricità di 0,0842607, inclinata di 2,28840° rispetto all'eclittica.